# إيفان باونوفيتش
إيفان باونوفيتش هو لاعب كرة قدم صربي في مركز الوسط، ولد في 17 يونيو 1986 في أوزيتشى في صربيا. لعب مع يونيفرسيتاتيا كرايوفا.

## وصلات خارجية
- إيفان باونوفيتش على موقع قاعدة بيانات كرة القدم.إي يو (الإنجليزية)
- إيفان باونوفيتش على موقع Soccerway.com (الإنجليزية)